# Cimabue
Cenni di Petro (Giovanni) Cimabué (c.1240 – 1302) foi um pintor florentino e criador de mosaicos. Ele também é popular por ter descoberto Giotto e ser considerado o último grande pintor italiano a seguir a tradição bizantina.

## Biografia
A sua biografia foi descrita por Giorgio Vasari no livro "As Vidas dos Artistas". O seu nome foi mencionado no Purgatório da Divina Comédia, de Dante Alighieri. Cimabué morreu em Pisa.
Cimabué introduziu a ideia de tratar imagens e obras como indivíduos. O seu  grande rival era Duccio, em Siena. Muitas de suas obras estão no interior da Basílica de São Francisco de Assis e na Galleria degli Uffizi, na Itália e no Louvre, em Paris.
Julgando pelas suas encomendas, Cimabué parece ter sido um artista muito reconhecido no seu tempo. Enquanto trabalhava em Florença, Duccio foi o seu principal rival em Siena. Cimabué pintou dois grandes afrescos na Basílica de São Francisco de Assis, na parede do transepto: a Crucificação e a Descida da Cruz.
Outra obra danificada é o grande Crucifixo da Basílica da Santa Cruz, em Florença. Foi a maior obra de arte perdida na enchente de Florença , em 1966.
Outra obra que sobreviveu foi a Madonna da Santa Trinita, que estava na Igreja da Santa Trindade, e que agora se encontra na Galeria Uffizi.
Na Basílica inferior da Basílica de São Francisco de Assis, existe um importantíssimo afresco de Cimabué: A Virgem com São Francisco, Anjos e Santos, considerada uma obra já de sua fase adulta.
Duas outras pinturas atribuídas a Cimabué estão na Coleção Frick, em Nova Iorque. O Flagelo de Jesus foi comprada pela Coleção Frick em 1950, mas ainda se debate sobre sua autoria (ou de Duccio). Em 2000, a Galeria Nacional de Londres adquiriu outra pintura da Virgem e hoje se acredita que as duas obras sejam parte de um mesmo díptico ou tríptico, certamente de Cimabué.
Uma pequena pintura chamada Madonna e Jesus com São Pedro e São João Batista está na Galeria Nacional de Arte em Washington, DC. Foi pintada por Cimabué ou algum de seus aprendizes em 1290. A pintura é significativa porque mostra um tecido que pode ter sido o primeiro quilting em patchwork da arte ocidental.

## Obras

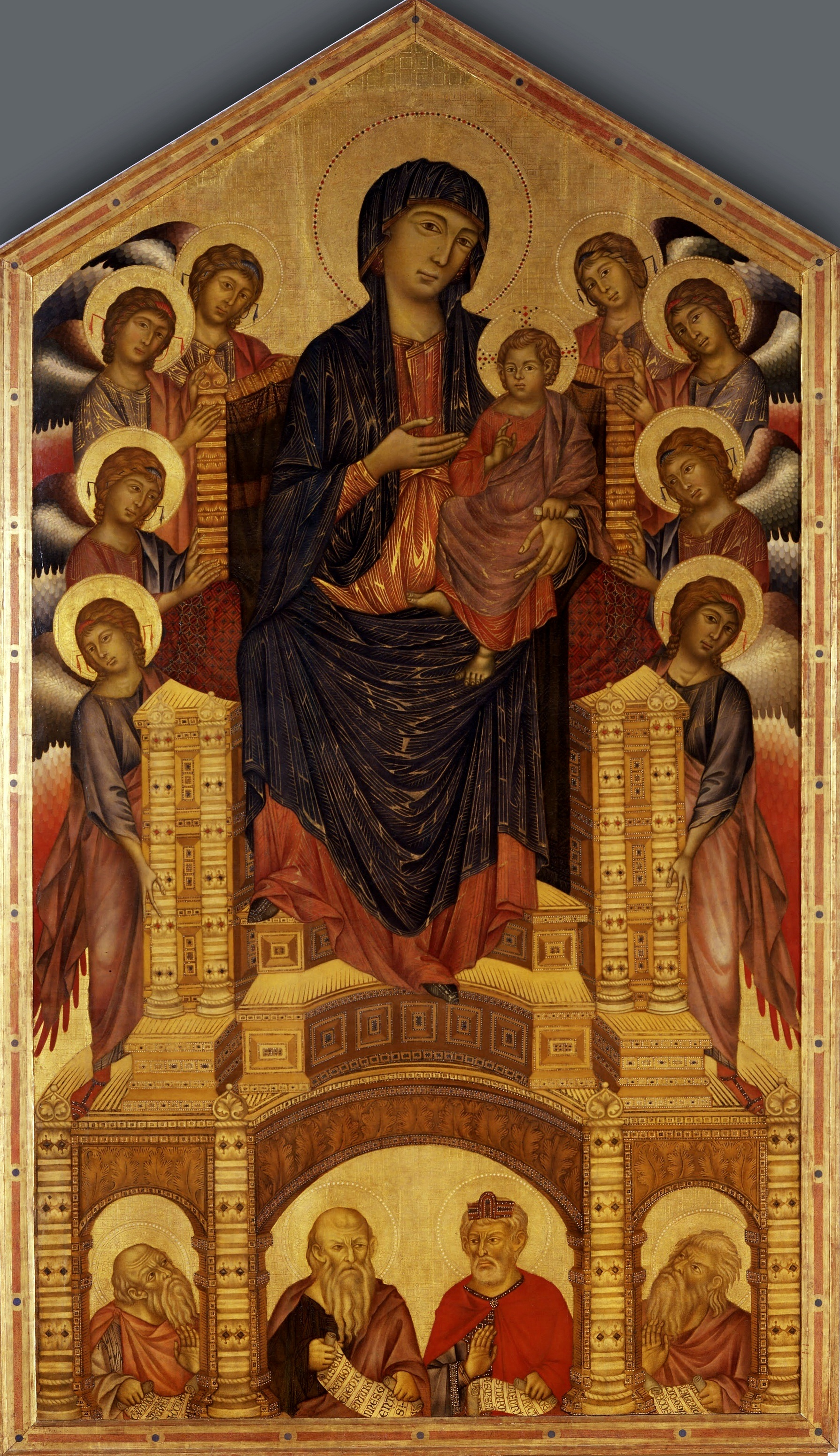
Maestà, na Galeria Uffizi
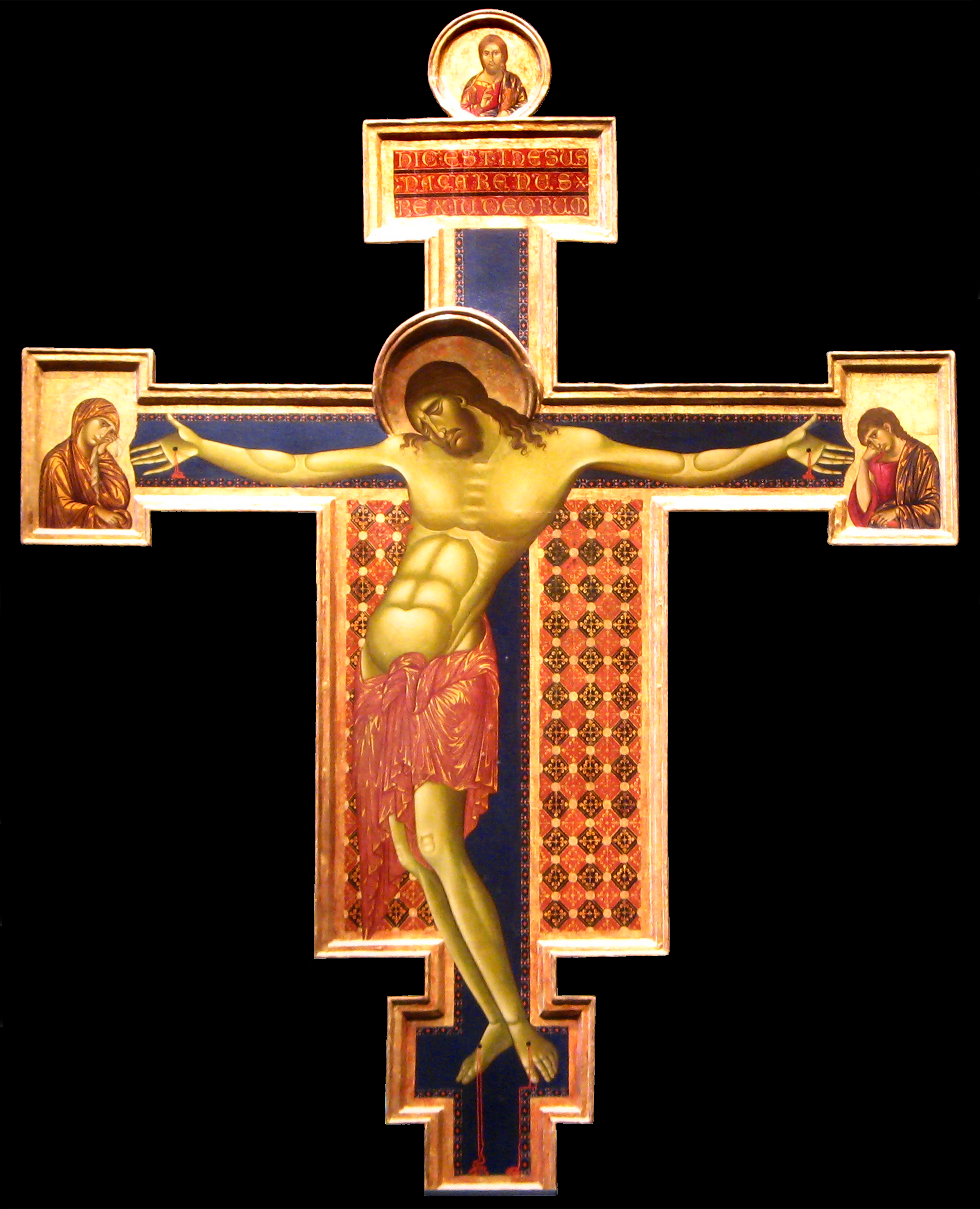
Crucifixo, igreja de São Domingos, Arezzo
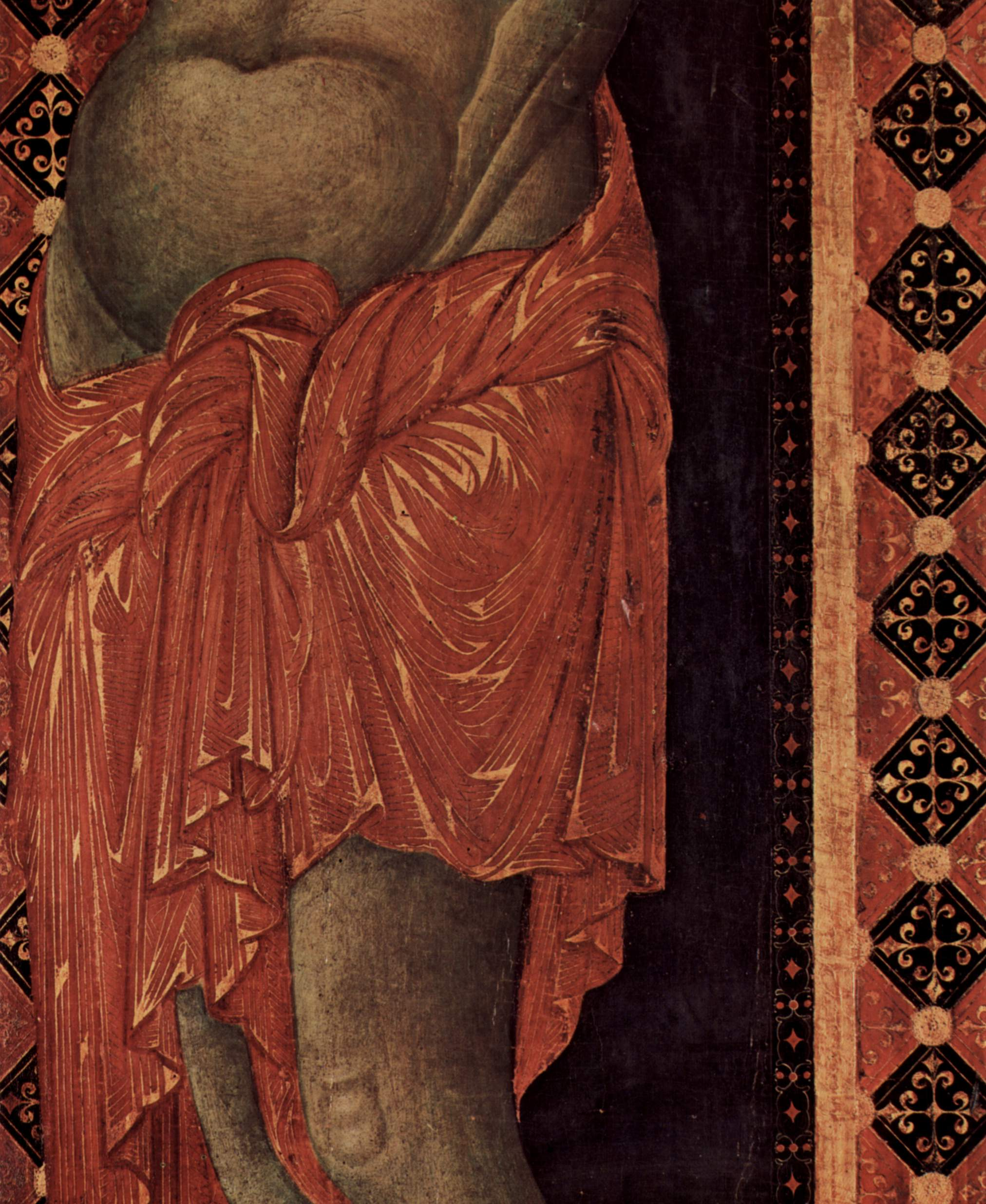
A veste de Cristo
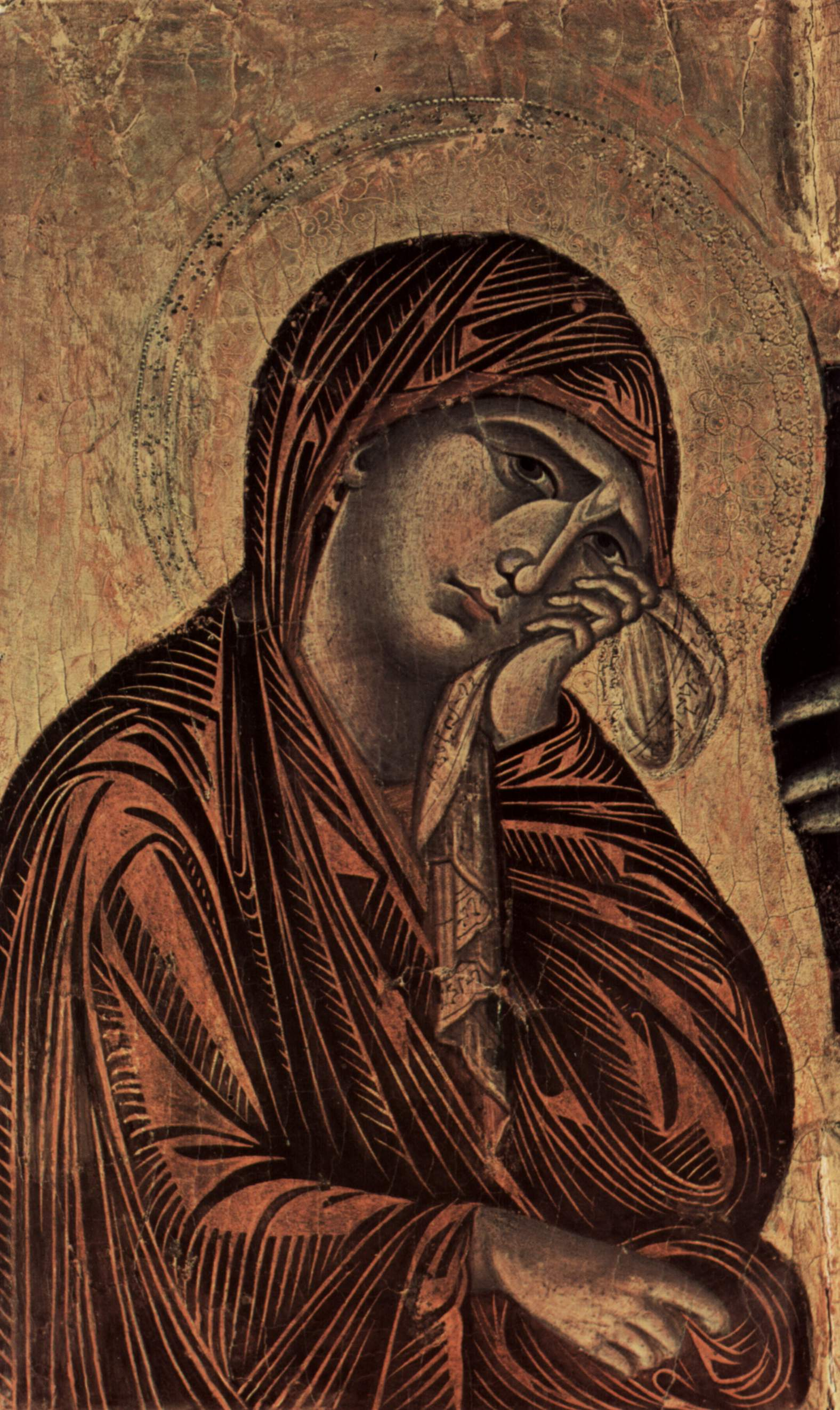
Madonna
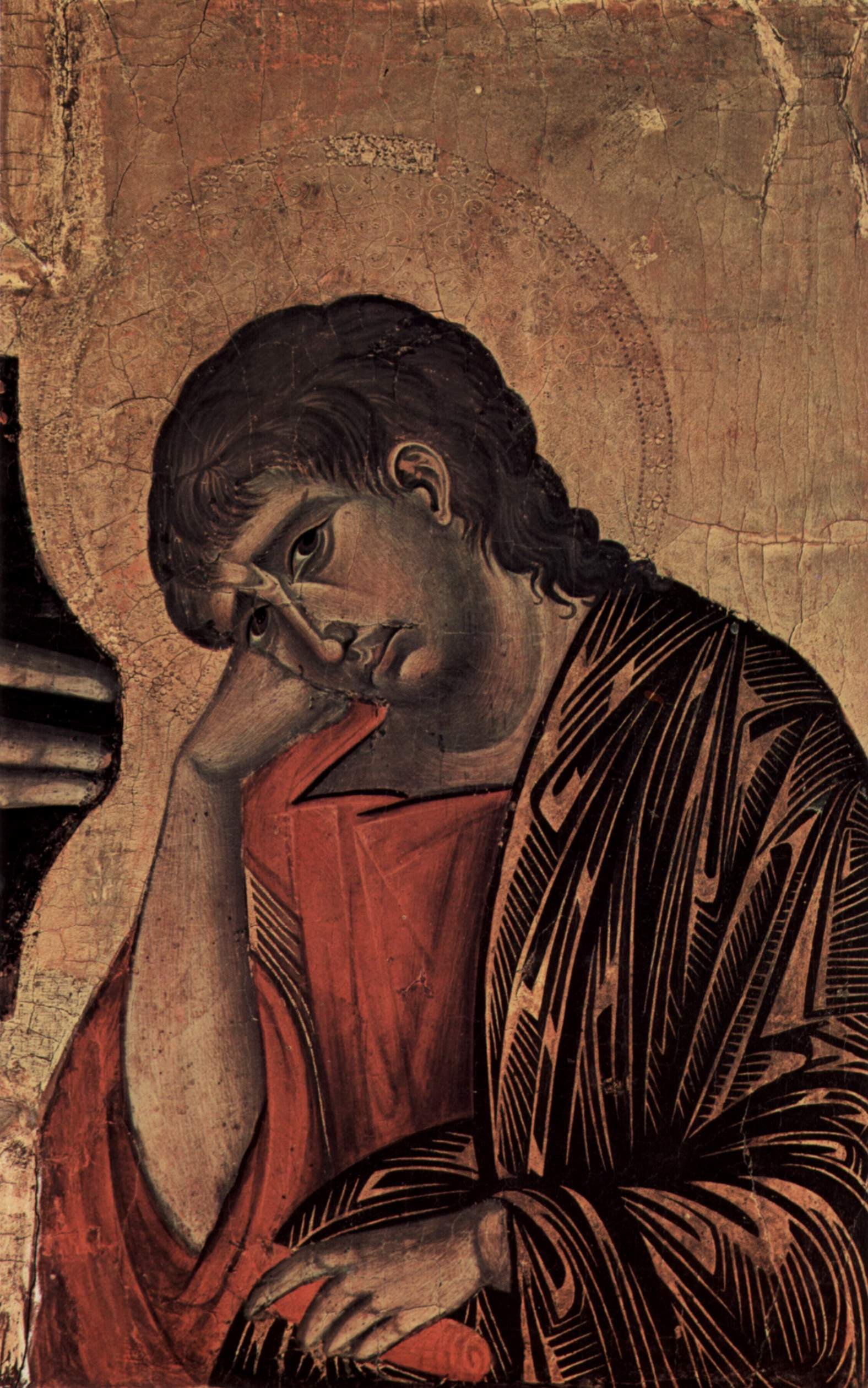
São Giovanni
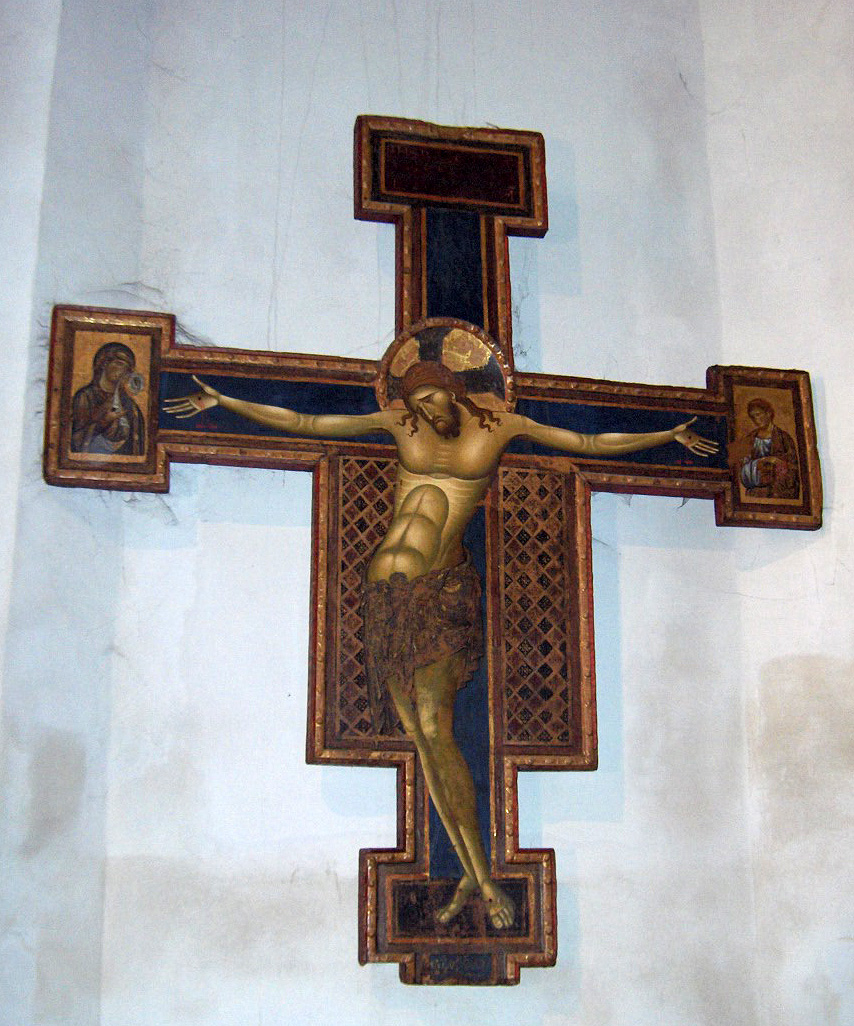
Crucifixo da Basílica de São Domingos, Bolonha
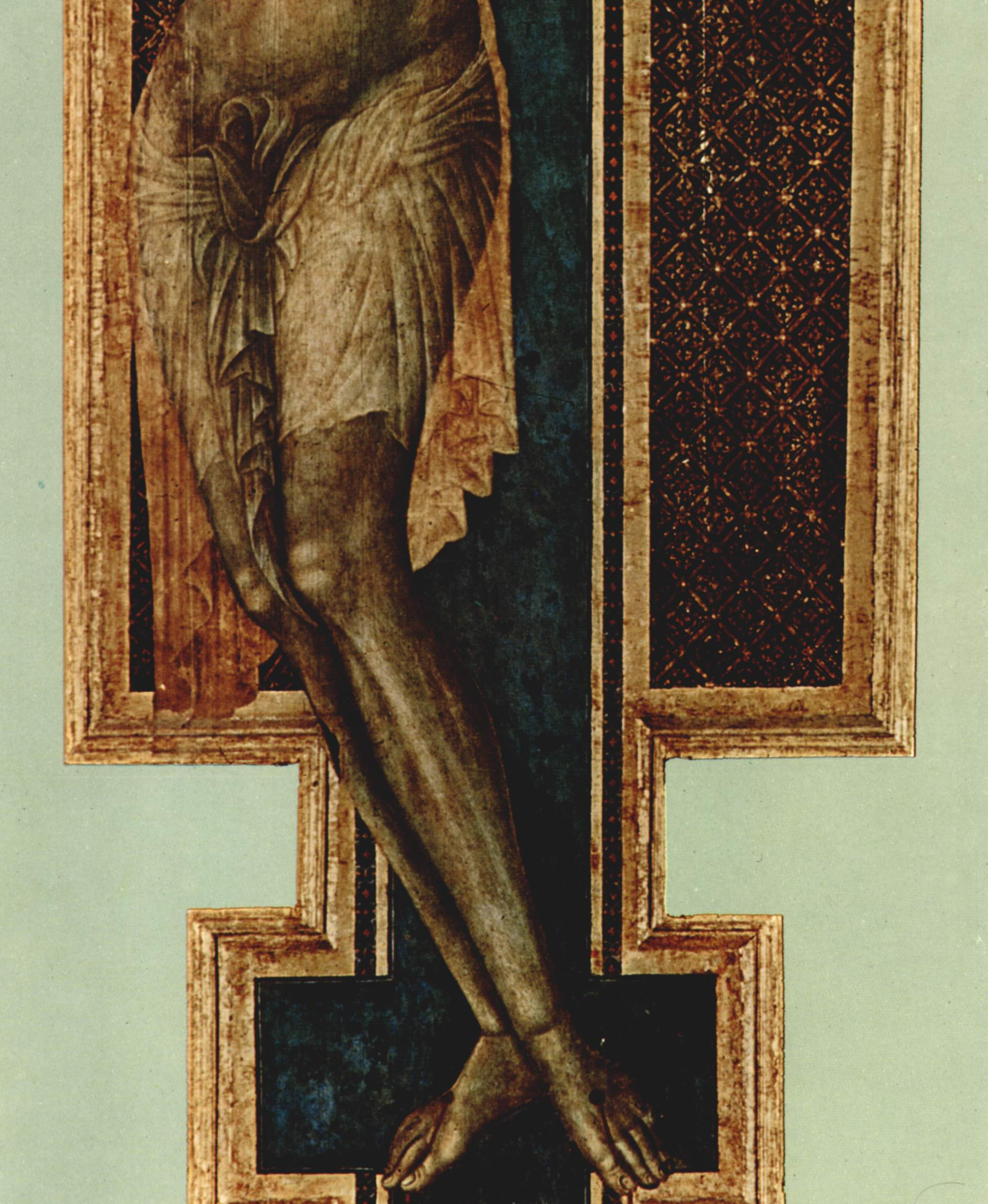
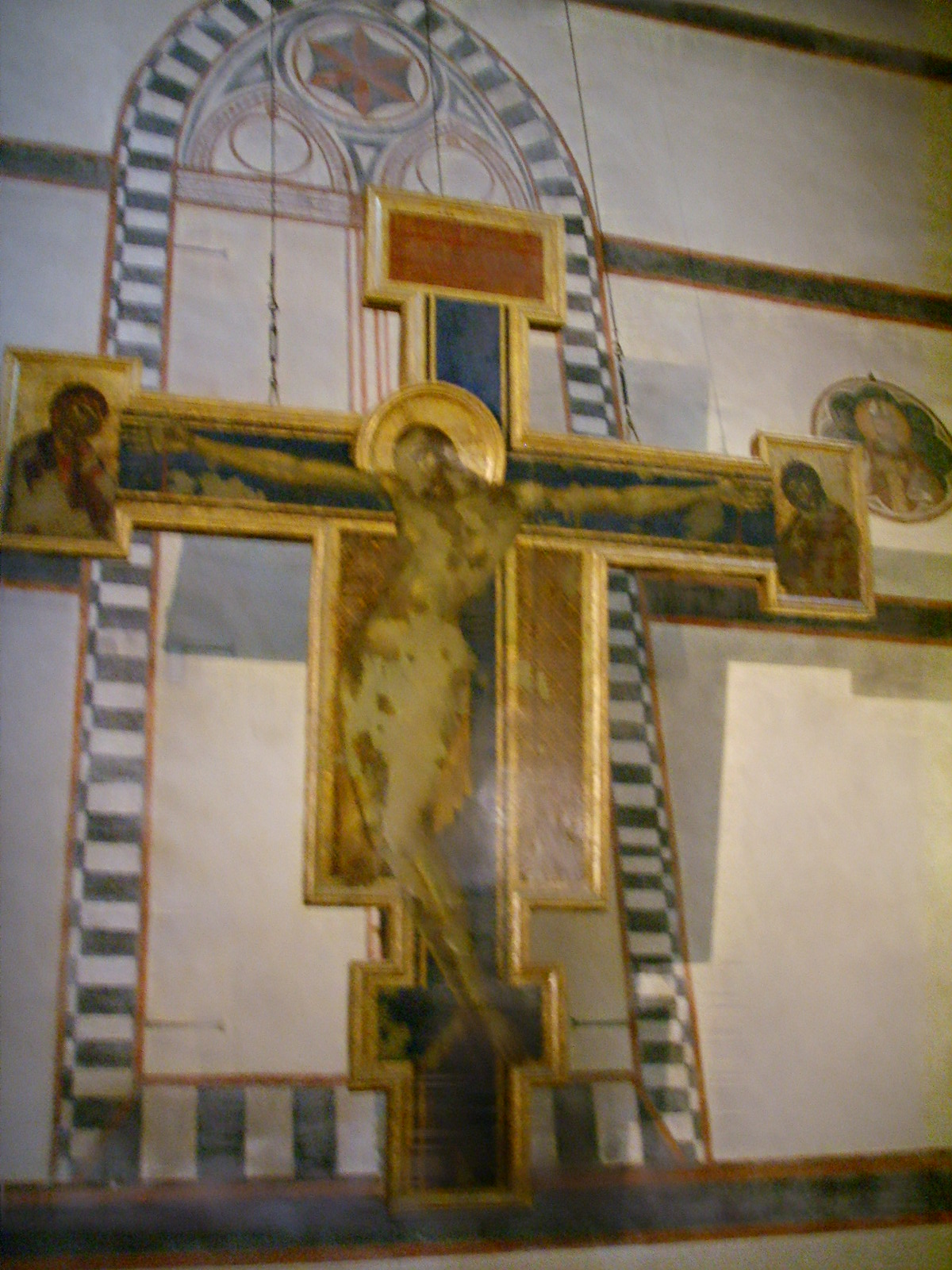
Crucifixo
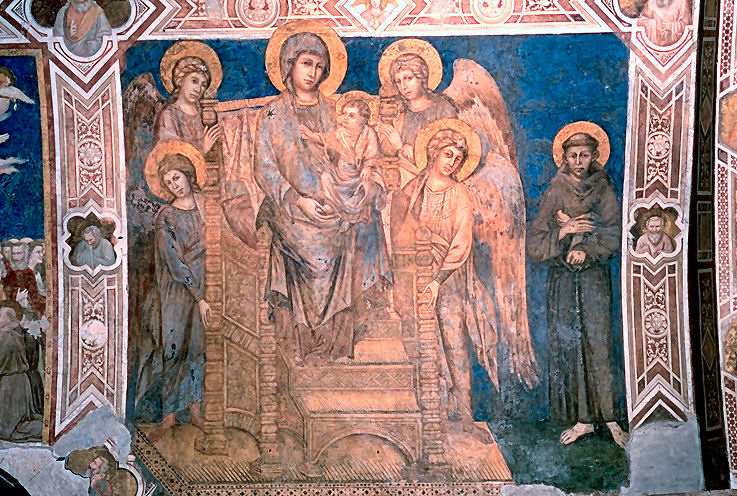
Maestà con San Francesco, Assis
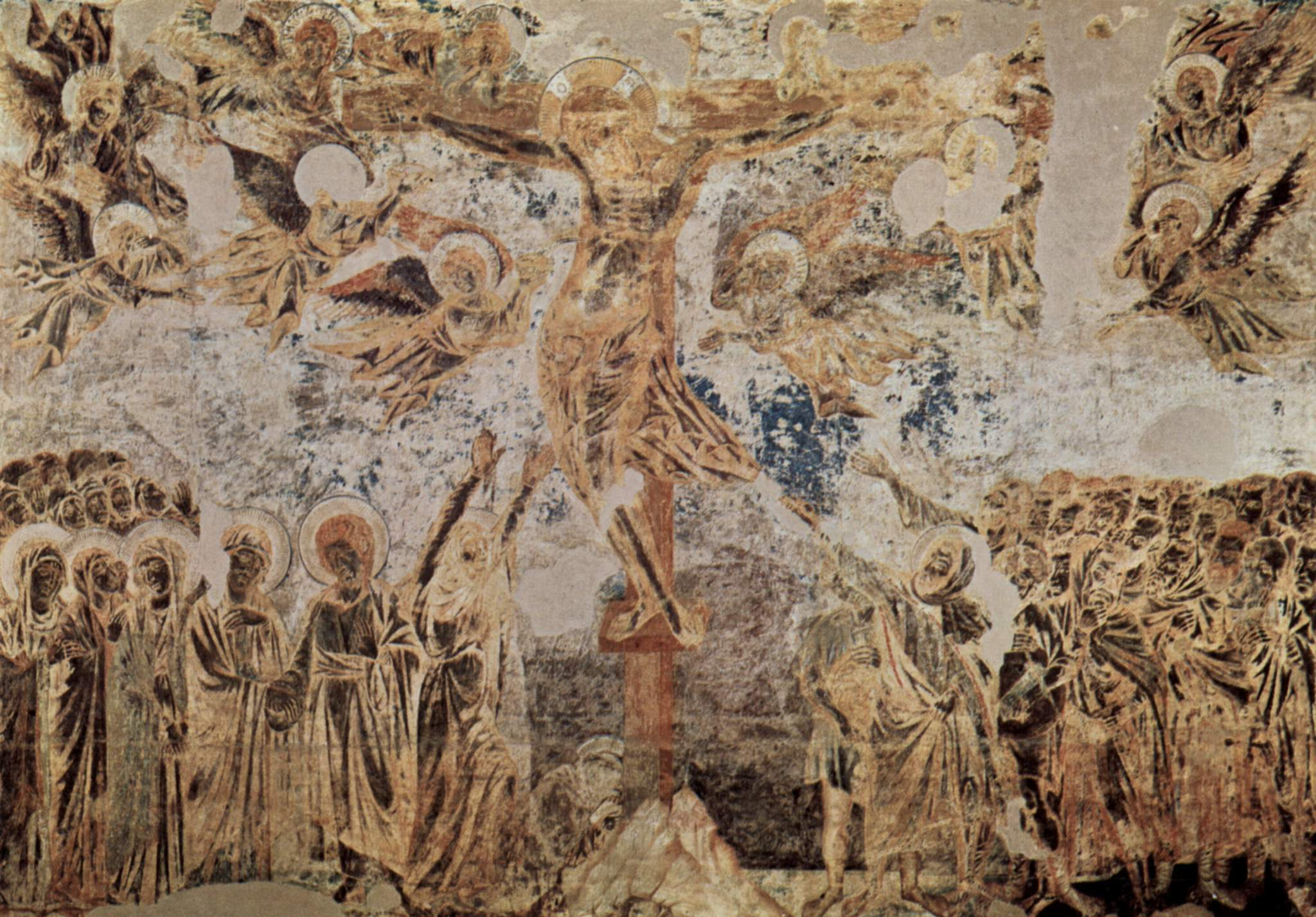
A Crucificação
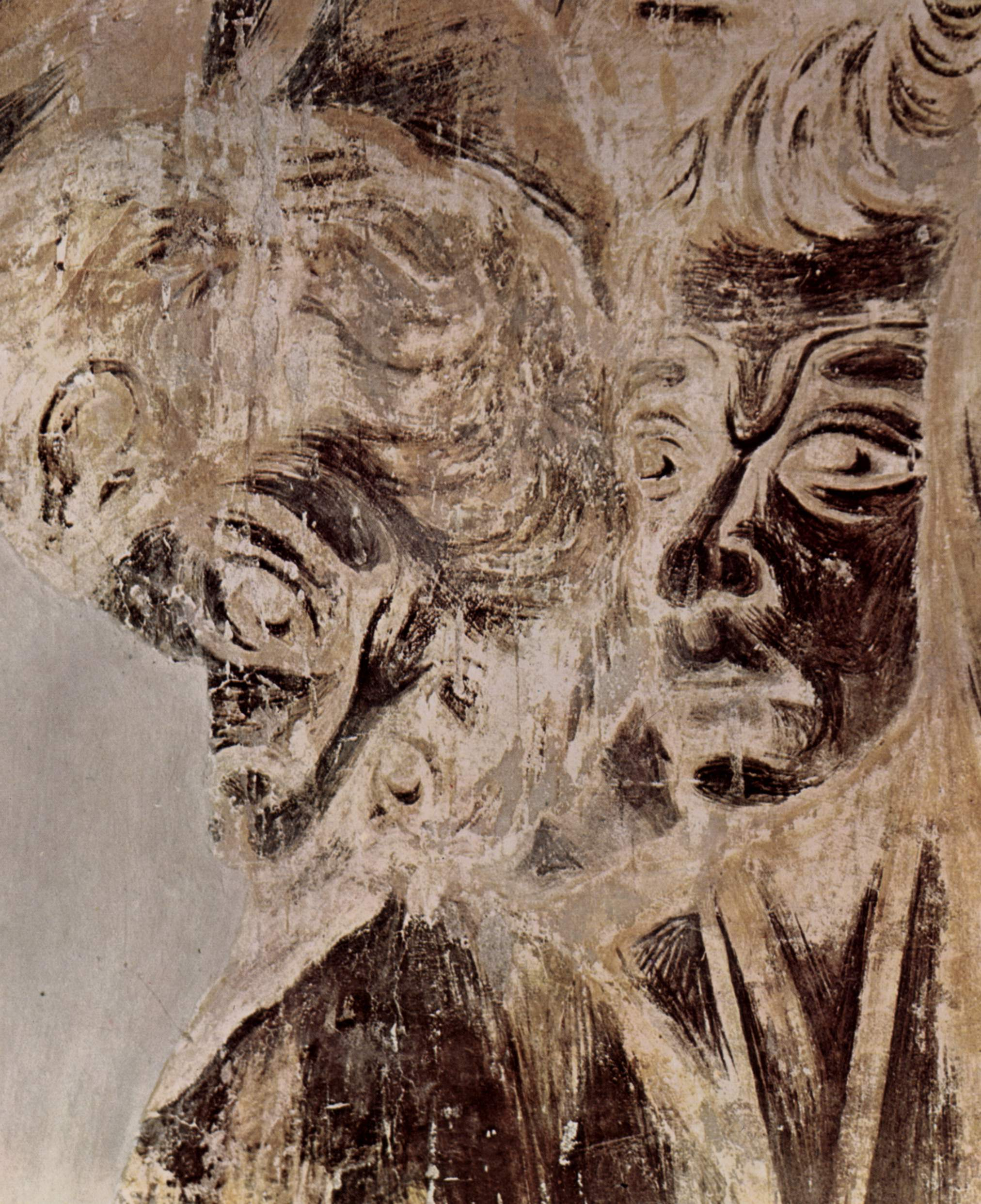
Detalhe atual
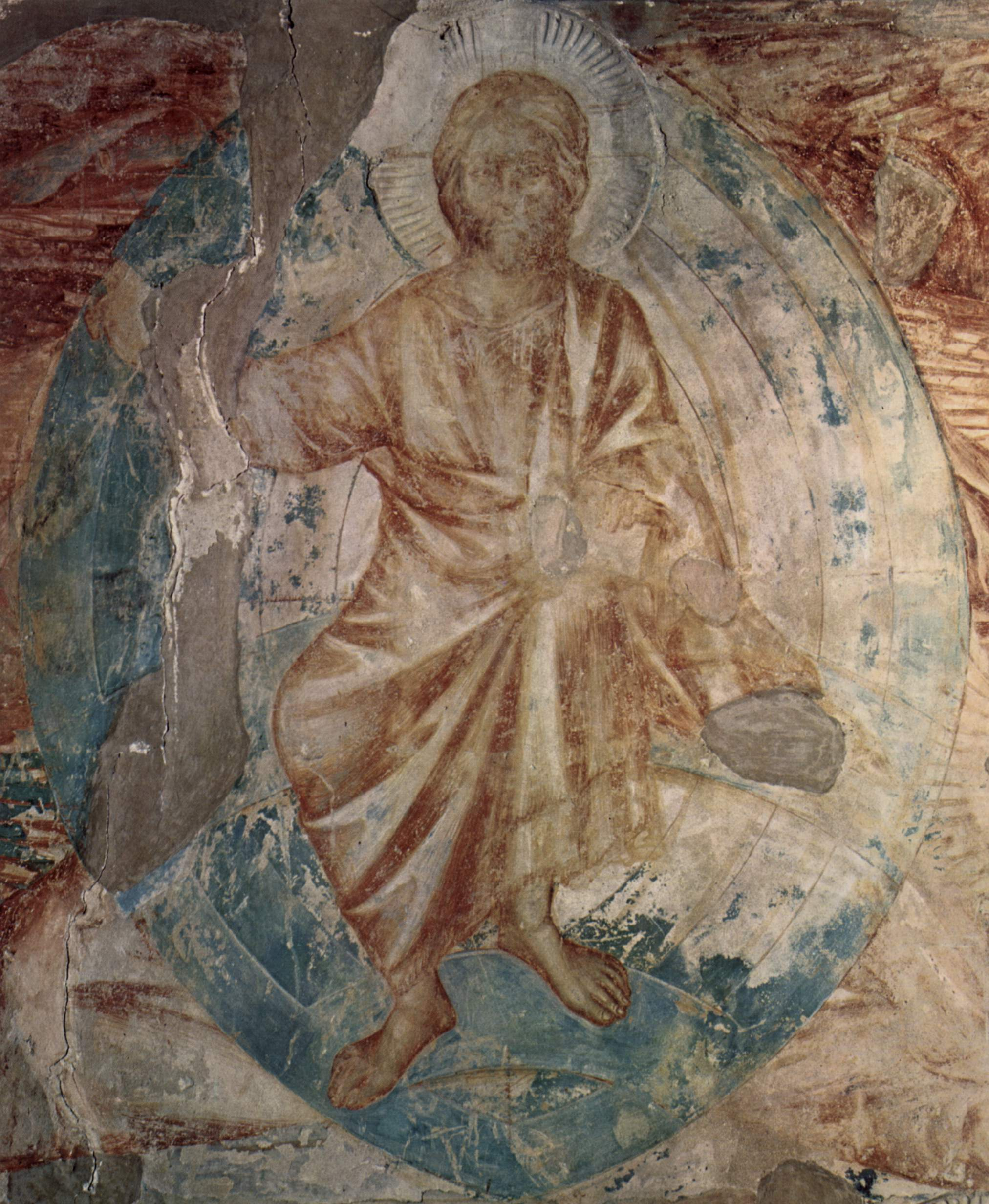
Transfiguração de Cristo
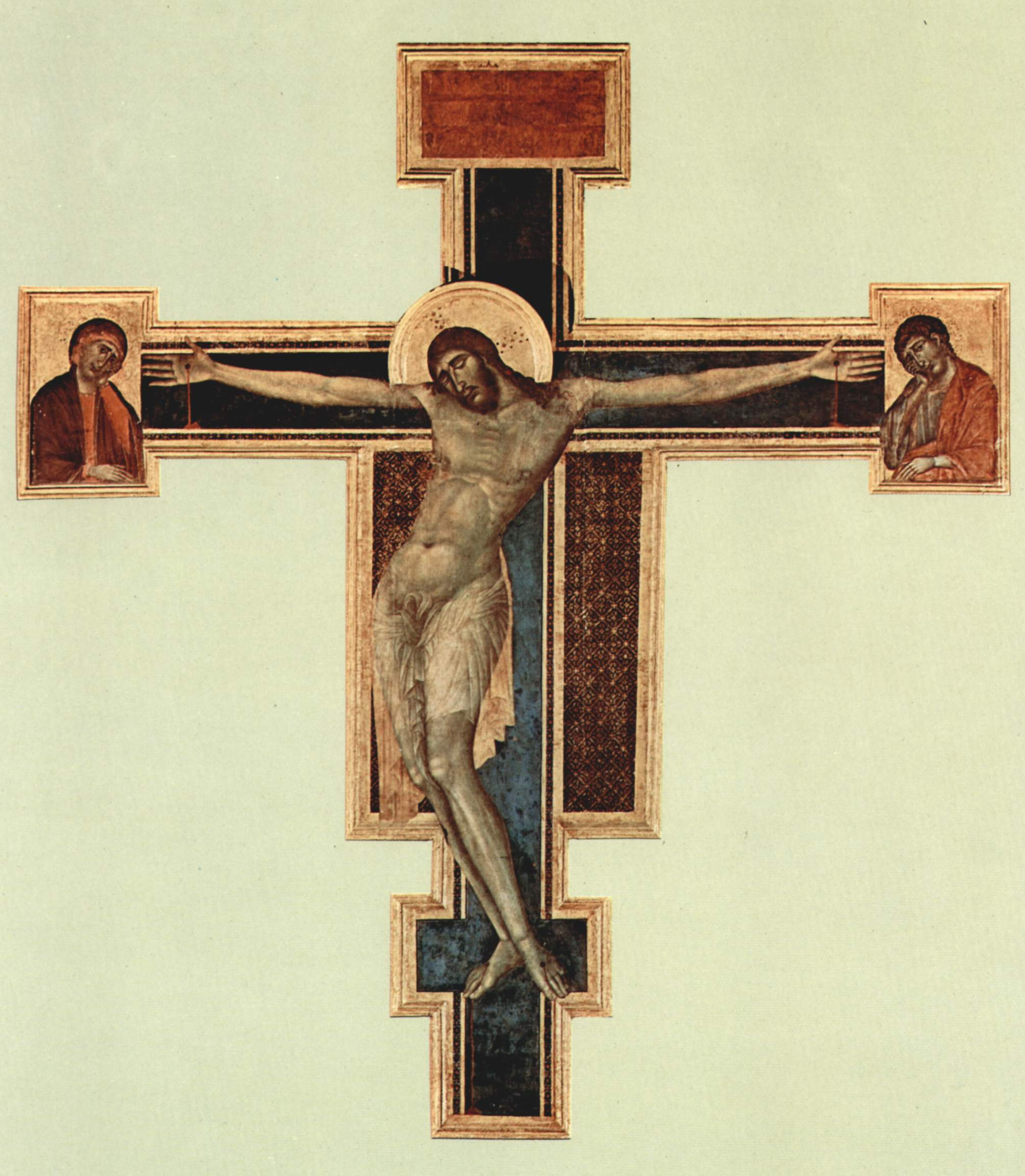
Crucifixo, Basílica de Santa Cruz, Florença, Itália